# Laure Boulleau
Laure Boulleau (Clermont-Ferrand, 22 de octubre de 1986) es una exfutbolista francesa que jugaba de defensa. Pasó gran parte de su carrera en el Paris Saint-Germain francés, donde jugó entre el 2005 y 2018, año en que se retiró. Fue internacional absoluta por la selección de Francia entre 2005 y 2016, con la que jugó 65 encuentros.

## Palmarés
| Título          | Club          | País    | Año  |
| --------------- | ------------- | ------- | ---- |
| Copa de Francia | PSG Féminines | Francia | 2010 |
| Copa de Francia | PSG Féminines | Francia | 2018 |